# Fábio Chiuffa
Fábio Chiuffa (Promissão, 10 de marzo de 1989) es un jugador de balonmano brasileño que juega de extremo derecho en el A. D. C. Guadalajara de la Liga Asobal y en la selección de balonmano de Brasil.

## Palmarés internacional
| Juegos Panamericanos                      | Juegos Panamericanos | Juegos Panamericanos | Juegos Panamericanos |
| Año                                       | Lugar                | Medalla              |                      |
| ----------------------------------------- | -------------------- | -------------------- | -------------------- |
| 2011                                      | Guadalajara          | Medalla de plata     |                      |
| 2015                                      | Toronto              | Medalla de oro       |                      |
| 2019                                      | Lima                 | Medalla de bronce    |                      |
| Campeonato Panamericano                   |                      |                      |                      |
| Año                                       | Lugar                | Medalla              |                      |
| 2016                                      | Argentina            | Medalla de oro       |                      |
| 2018                                      | Groenlandia          | Medalla de plata     |                      |
| Campeonato Sudamericano y Centroamericano |                      |                      |                      |
| Año                                       | Lugar                | Medalla              |                      |
| 2020                                      | Brasil               | Medalla de plata     |                      |
| 2022                                      | Brasil               | Medalla de oro       |                      |

## Clubes
- Metodista/Sao Bernardo (2007-2014)
- Club Balonmano Guadalajara (2014-2016)
- KIF København (2016-2017)[3]
- Naturhouse La Rioja (2017-2018)[4]
- Sporting CP (2018-2019)
- HC Dobrogea Sud (2019-2021)
- Cavigal Niza (2021-2022)
- A. D. C. Guadalajara (2022- )[5]